# American Girl (Puppen)

Logo für American Girl.

American Girl ist eine Produktserie von ca. 45 cm (18 inch) großen Puppen, die 1986 von dem Unternehmen Pleasant Company auf den Markt gebracht wurden. Die Puppen gibt es in verschiedenen Ausführungen mit mehreren Ethnien und sie sind in einem Altersschnitt zwischen Neun und Elf gestaltet. Sie werden zusammen mit einem passenden Begleitbuch verkauft, das die individuelle Geschichte des Mädchens erzählt. Ursprünglich orientierten sich die Geschichten an verschiedenen Abschnitten der Amerikanischen Geschichte, die 1995 allerdings durch Charaktere und Geschichten des zeitgenössischen Lebens ergänzt wurden. Eine Auswahl an passenden Kleidungsstücken und Accessoires sind ebenso käuflich zu erwerben.
Der Hersteller Pleasant Company wurde 1986 von Pleasant Rowland gegründet und seine Produkte waren anfangs nur über den Postweg bestellbar. 1998 wurde Pleasant Company von Mattel aufgekauft. Pleasant Company wurde achtmal mit dem Oppenheim Toy Portfolio Award ausgezeichnet.